# Zeebo Extreme Baja
Zeebo Extreme Baja é um jogo eletrônico da série Zeebo Extreme do console Zeebo. Inicialmente a previsão era de que o jogo fosse lançado até o Natal de 2009, porém a real data de lançamento foi dia 31 de outubro de 2009.
Os aspectos gerais de Baja é o mesmo que seus antecessores (dois homens, duas mulheres como personagens e três faixas com um único nível de dificuldade), mas a jogabilidade é semelhante à Rolimã, as únicas diferenças são os veículos (ao invés de rolimã são bajas).

## Pistas
São disponibilizadas no jogo três pistas diferentes, todas locadas em cidades brasileiras:
- Camboriú (Santa Catarina)

Dificuldade: Fácil
- Piracicaba (São Paulo)

Dificuldade: Média
- São Roque de Minas (Minas Gerais)

Dificuldade: Difícil